# اینفینیتی کیوایکس۶۰
اینفینیتی کیوایکس۶۰ (انگلیسی: Infiniti QX60) یک SUV کراس‌اوور لوکس و هفت صندلی سایز متوسط است که توسط اینفینیتی ، بخش خودروهای لوکس خودروساز ژاپنی نیسان تولید شده است. این خودرو بر پایه پلت فرم نیسان مورانو ساخته شده است. این خودرو تا قبل از ۲۰۱۳ اینفینیتی جی‌ایکس نام داشت.